# Olsztynek
Olsztynek (în germană Hohenstein) este un oraș în Polonia.